# Euclovia okadae
Euclovia okadae är en insektsart som beskrevs av Matsumura 1903. Euclovia okadae ingår i släktet Euclovia och familjen spottstritar. Inga underarter finns listade i Catalogue of Life.